# Serpukhovium
| ❮ | System      | Subsystem     | Serie                   | Stufe        | ≈ Alter (mya) |
| - | ----------- | ------------- | ----------------------- | ------------ | ------------- |
| ❮ | später      | später        | später                  | später       | jünger        |
| ❮ | K a r b o n | Pennsylvanium | Oberes Pennsylvanium    | Gzhelium     | 298,9 ⬍ 303,7 |
| ❮ | K a r b o n | Pennsylvanium | Oberes Pennsylvanium    | Kasimovium   | 303,7 ⬍ 307   |
| ❮ | K a r b o n | Pennsylvanium | Mittleres Pennsylvanium | Moskovium    | 307 ⬍ 315,2   |
| ❮ | K a r b o n | Pennsylvanium | Unteres Pennsylvanium   | Bashkirium   | 315,2 ⬍ 323,2 |
| ❮ | K a r b o n | Mississippium | Oberes Mississippium    | Serpukhovium | 323,2 ⬍ 330,9 |
| ❮ | K a r b o n | Mississippium | Mittleres Mississippium | Viséum       | 330,9 ⬍ 346,7 |
| ❮ | K a r b o n | Mississippium | Unteres Mississippium   | Tournaisium  | 346,7 ⬍ 358,9 |
| ❮ | früher      | früher        | früher                  | früher       | älter         |

Das Serpukhovium ist in der Erdgeschichte die oberste chronostratigraphische Stufe des Mississippiums (Karbon). Die Stufe reicht in absoluten Zahlen geochronologisch von etwa 330,9 Millionen bis etwa 323,2 Millionen Jahren. Die Stufe folgt auf das Viséum und wird vom Bashkirium abgelöst.

## Namensgebung und Geschichte
Die Stufe ist nach der Stadt Serpukhov in der Nähe von Moskau (Russland) benannt. Name und Stufe wurden von S. N. Nikitin (1890) vorgeschlagen.

## Definition und GSSP
Die untere Grenze der Stufe wird durch das Erstauftreten der Conodonten-Art Lochriea crusiformis definiert. Die Stufe und damit auch das Mississippium endet mit dem Erstauftreten der Conodonten-Art Declinognathodus nodiliferus s. l.
Ein  offizielles Referenzprofil der Internationalen Kommission für Stratigraphie ("Global Stratotype Section and Point") für das Serpukhovium ist noch nicht festgelegt.

## Untergliederung
Das Serpukhovium wird in vier Conodonten-Zonen unterteilt:
- Gnathodus postbilineatus-Zone
- Gnathodus bollandensis-Zone
- Lochria cruciformis-Zone
- Lochria ziegleri-Zone